# 火龙街道
火龙街道，是中华人民共和国安徽省芜湖市弋江区下辖的一个乡镇级行政单位。

## 行政区划
火龙街道下辖以下地区：
四联社区、新联村、善瑞村、火龙村、良福村和围山村。